# Idaea dilutata
Idaea dilutata là một loài bướm đêm trong họ Geometridae.